# Финляндия на «Евровидении-1976»
Финляндия принимала участие в двадцать первом выпуске телевизионного конкурса Евровидение-1976, который состоялся 3 апреля в Гааге, Нидерланды. Страну представляла группа Fredi and the Friends с песней Pump-Pump, написанной самим Фреди в соавторстве с поэтом-песенником Векси Салми. Фреди уже участвовал на Евровидение в 1967 году в Вене с песней Varjoon – suojaan. По итогам голосования Финляндия заняла 11-е место из 18, набрав 44 очка. Тем не менее, Pump-Pump стала предшественницей финской заявки на Евровидение-1977 Lapponia в исполнении Моники Аспелунд. Конкурс был показан YLE на канале YLE TV1 с комментариями Весы Нуотио. Глашатаем от Финляндии был Эркки Вихтонен.

## До «Евровидения»

### Национальный отбор
Начиная с 1961 года финский вещатель YLE проводит национальный отбор для выбора финской заявки на Евровидение. Национальный отбор, получивший название Euroviisut, состоялся 31 января 1976 года в телестудии YLE в Хельсинки. Ведущим был Матти Эло. Девять песен было представлено во время отбора, а победитель определялся путём голосов семи региональных жюри. Среди конкурсантов были Маркку Аро, представлявший Финляндию на Евровидение-1971 с сёстрами Койвисто и Фреди, представлявший Финляндию на Евровидение-1967. Певица Моника Аспелунд будет представлять Финляндию на Евровидение-1977.
| Порядок выступления | Исполнитель                            | Название песни               | Автор(ы)                        | Очки | Место |
| ------------------- | -------------------------------------- | ---------------------------- | ------------------------------- | ---- | ----- |
| 1                   | Аннели Сари и Дежо Балоч               | Mustalaiskaravaani           | Дежо Балоч, Туула Валкама       | 353  | 2     |
| 2                   | Fredi and the Friends                  | Pump-Pump                    | Матти Сиитонен, Векси Салми     | 380  | 1     |
| 3                   | Паула Койвуниеми и Finlandia-Kvartetti | Posket hehkuu ja haitari soi | Матти Бергстрём, Пирё Бергстрём | 182  | 9     |
| 4                   | Микко Алатало                          | Myyty mies                   | Матти Лааксо                    | 306  | 5     |
| 5                   | Кирка                                  | Neidonryöstö                 | Юкка Сиикавире, Эркки Мякинен   | 314  | 4     |
| 6                   | Моника Аспелунд                        | Joiku                        | Аарно Ранинен, Моника Аспелунд  | 289  | 6     |
| 7                   | Маркку Аро                             | Ruska                        | Мартти Похъялайнен, Юха Вайнио  | 330  | 3     |
| 8                   | Jouko, Kosti and Paavo                 | Can-can                      | Пауль Фагерлунд, Векси Салми    | 275  | 7     |
| 9                   | Инга Томмессен                         | Tillsammans med barn         | Лассе Мирш, Инга Томмессен      | 191  | 8     |

## На «Евровидении»
После победы на национальном отборе было объявлено, что конкурсная заявка Pump-Pump будет переведена на английский язык и под тем же названием исполнена в Гааге. Данный шаг был связан с действием правила о свободе выбора языка, действовавшего на Евровидение с 1973 по 1977 годы. Fredi and the Friends выступали под номером 11, между Грецией и Испанией. По итогам голосования они заняли 11-е место из 18, набрав 44 очка. 12 очков финское жюри присудило Бельгии. Осси Рунне был дирижёром во время исполнения финской заявки.